# 53-й истребительный авиационный полк
53-й истребительный авиационный Домбровский ордена Александра Невского полк (53-й иап) — воинская часть Военно-воздушных сил (ВВС) Вооружённых Сил РККА, принимавшая участие в боевых действиях Великой Отечественной войны.

## История

### Наименования полка
За весь период своего существования полк несколько раз менял своё наименование:
- 53-й истребительный авиационный полк
- 53-й истребительный авиационный Домбровский полк
- 53-й истребительный авиационный Домбровский ордена Александра Невского полк
- 53-й истребительный авиационный Домбровский ордена Александра Невского полк ВВС Черноморского флота (25.04.1953 г.)
- 53-й истребительный авиационный Домбровский ордена Александра Невского полк ПВО (01.01.1957 г.)
- Полевая почта 65318

### Создание полка
53-й истребительный авиационный полк формировался в период с февраля по май 1939 года в Особой Краснознамённой Дальневосточной армии в пос. Ново-Сысоевка Уссурийской области по штату 15/806 на базе 5-й и 6-й авиационных эскадрилий ВВС 1 Отдельной Краснознамённой армии и личного состава 48-го иап на самолётах И-16 и И-15бис. Включён в состав 61-й истребительной авиационной бригады ВВС ОКА.
| И-15 бис | И-153 | И-16 |

### Переименование полка

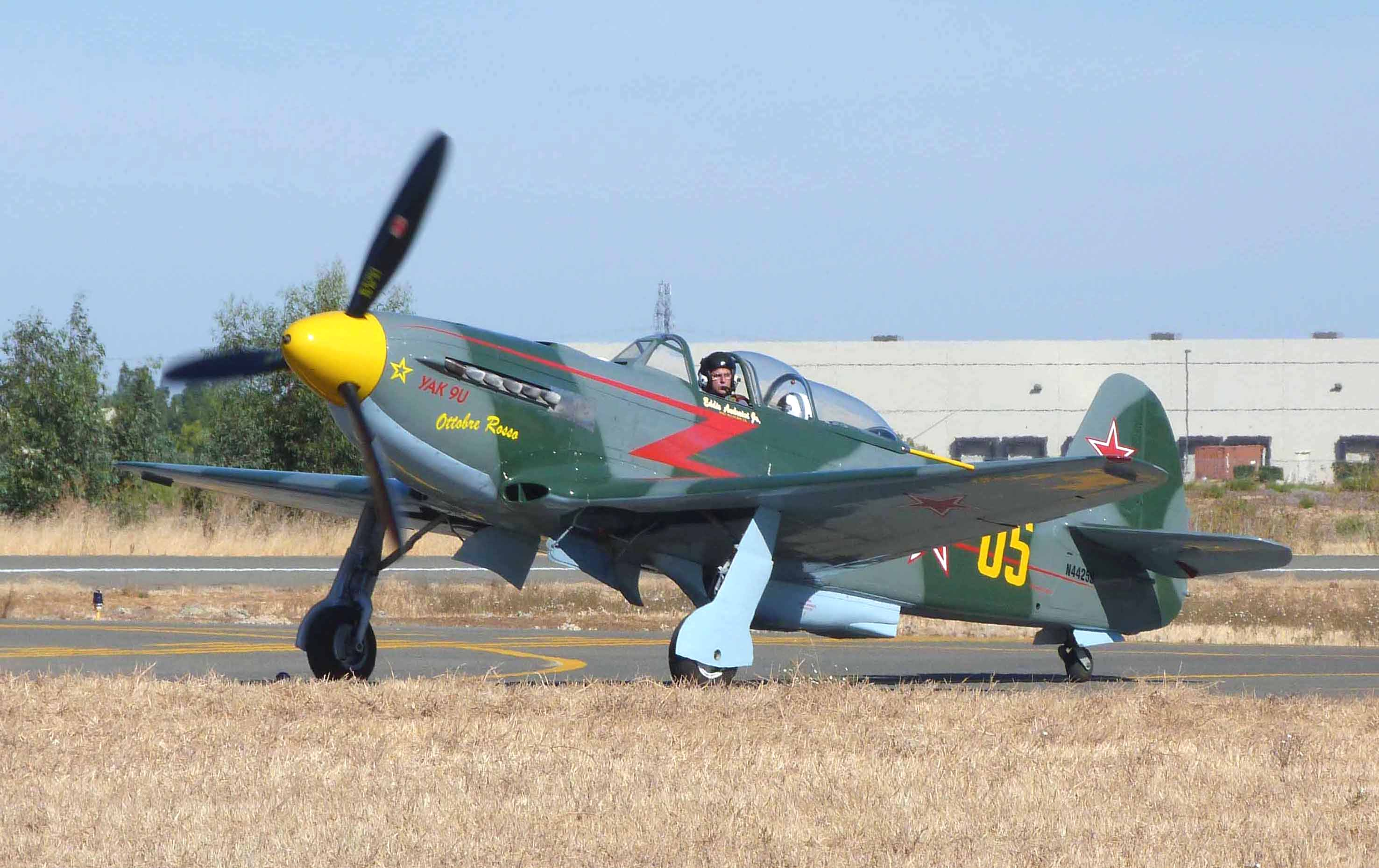
Як-9У

- 53-й истребительный авиационный Домбровский ордена Александра Невского полк 25 апреля 1953 года был передан вместе с дивизией в состав ВВС Черноморского флота и получил наименование 53-й истребительный авиационный Домбровский ордена Александра Невского полк ВВС Черноморского флота.
- 53-й истребительный авиационный Домбровский ордена Александра Невского полк ВВС Черноморского флота в январе 1957 года был передан из ВВС Черноморского флота в войска ПВО и получил наименование 53-й истребительный авиационный Домбровский ордена Александра Невского полк ПВО.
- В связи с реформой Вооружённых сил 53-й истребительный авиационный Домбровский ордена Александра Невского полк ПВО в период с 12 августа по 15 сентября 1960 года был переформирован в 349-й зенитно-ракетный полк в составе 1-й дивизии ПВО с сохранением всех регалий 53-го иап.

### В действующей армии
В составе действующей армии:
- с 14 ноября 1944 года по 11 мая 1945 года

### Базирование
| Период                  | Аэродром                           |
| ----------------------- | ---------------------------------- |
| 05.1945 — 27.07.1945    | Болеславец, Германия               |
| 27.07.1945 — 09.11.1945 | Будапешт, Венгрия                  |
| 11.1945 — 04.1946       | Кача, Крымская область             |
| 04.1946 — 03.1947       | Весёлое, Весёлое, Крымская область |
| 03.1947 — 11.1952       | Джанкой, Крымская область          |
| 11.1952 — 08.1960       | Евпатория, Крым                    |

## Командиры полка
- майор Барышев Павел Иванович[2], 14.01.1945 — 31.12.1945

## В составе соединений и объединений
| Период     | Фронт (округ)                                | армия                            | корпус                                  | дивизия                                          | примечание |
| ---------- | -------------------------------------------- | -------------------------------- | --------------------------------------- | ------------------------------------------------ | --- |
| 01.02.1939 | Особая Краснознамённая Дальневосточная армия | 1-я Краснознамённая армия        | ВВС 1-й Отдельной Краснознамённой армии |                                                  | пос. Ново-Сысоевка Уссурийской области, И-16, И-15бис                                                                |
| 01.05.1939 | Особая Краснознамённая Дальневосточная армия | 1-я Краснознамённая армия        | ВВС 1-й Отдельной Краснознамённой армии | 61-я истребительная авиационная бригада          | И-16, И-15бис |
| 01.12.1939 | Особая Краснознамённая Дальневосточная армия | 1-я Краснознамённая армия        | ВВС 1-й Отдельной Краснознамённой армии | 61-я истребительная авиационная бригада          | 3-я и 4-я аэ перевооружены с И-15бис на И-153                                                                        |
| 28.11.1940 | Особая Краснознамённая Дальневосточная армия | 1-я Краснознамённая армия        | ВВС 1-й Отдельной Краснознамённой армии | 61-я истребительная авиационная бригада          | 1-я и 2-я аэ на И-16 убыли на комплектование нового полка, на замену прибыла одна аэ из 40-го иап с самолётами И-153 |
| 01.10.1941 | Дальневосточный фронт                        | ВВС фронта                       |                                         | 61-я истребительная авиационная бригада          | переформирован по штату 015/134: 1-я и 2-я аэ на И-153, 3-я аэ на И-16 тип 17.                                       |
| 25.02.1943 | Особая Краснознамённая Дальневосточная армия | 1-я Краснознамённая армия        | ВВС 1-й Отдельной Краснознамённой армии | 61-я истребительная авиационная бригада          | получил 20 Як-7б и приступил к их освоению                                                                           |
| 08.07.1944 | Орловский военный округ                      | ВВС округа                       |                                         | 181-я истребительная авиационная дивизия         | передан из ДВФ в состав формируемой 181-й иад                                                                        |
| 17.07.1944 | Орловский военный округ                      | ВВС округа                       |                                         | 181-я истребительная авиационная дивизия         | ж/д транспортом перебазировался с Дальнего Востока в Орловский военный округ                                         |
| 13.08.1944 | Орловский военный округ                      | ВВС округа                       |                                         | 181-я истребительная авиационная дивизия         | окончил перебазирование                                                                                              |
| 15.08.1944 | Орловский военный округ                      | ВВС округа                       |                                         | 181-я истребительная авиационная дивизия         | приступил к подготовке для отправки в действующую армию и переформированию по штату 015/364                          |
| 27.08.1944 | Орловский военный округ                      | ВВС округа                       |                                         | 181-я истребительная авиационная дивизия         | получил 43 истребителя Як-9                                                                                          |
| 06.09.1944 | Резерв Верховного Главнокомандования         | 6-я воздушная армия              | 3-й штурмовой авиационный корпус        | 181-я истребительная авиационная дивизия         | Як-9 |
| 30.10.1944 | Резерв Верховного Главнокомандования         |                                  | 3-й штурмовой авиационный корпус        | 181-я истребительная авиационная дивизия         | Як-9 |
| 14.11.1944 | 1-й Украинский фронт                         | 2-я воздушная армия              | 3-й штурмовой авиационный корпус        | 181-я истребительная авиационная дивизия         | Як-9 |
| 11.05.1945 | 1-й Украинский фронт                         | 2-я воздушная армия              | 3-й штурмовой авиационный корпус        | 181-я истребительная авиационная дивизия         | Як-9 |
| 10.06.1945 | Центральная группа войск                     | 2-я воздушная армия              | 3-й штурмовой авиационный корпус        | 181-я истребительная авиационная дивизия         | Як-9 |
| 10.06.1945 | Центральная группа войск                     | 2-я воздушная армия              | 3-й штурмовой авиационный корпус        | 181-я истребительная авиационная дивизия         | Як-9 |
| 09.11.1945 | Центральная группа войск                     | 2-я воздушная армия              | 3-й штурмовой авиационный корпус        | 181-я истребительная авиационная дивизия         | вместе с 181-й иад ж/д транспортом перебазировался в Таврический военный округ (Крым)                                |
| 10.12.1945 | Таврический военный округ                    | ВВС округа                       |                                         | 181-я истребительная авиационная дивизия         | |
| 01.10.1950 | Таврический военный округ                    | ВВС округа                       |                                         | 181-я истребительная авиационная дивизия         | начал осваивать МиГ-15                                                                                               |
| 12.09.1952 | Таврический военный округ                    | ВВС округа                       | 52-й истребительный авиационный корпус  | 181-я истребительная авиационная дивизия         | МиГ-15 |
| 25.04.1953 | Черноморский флот ВМФ СССР                   | ВВС Черноморского флота ВМФ СССР |                                         | 181-я истребительная авиационная дивизия ВВС ВМФ | МиГ-15 |
| 01.05.1953 | Черноморский флот ВМФ СССР                   | ВВС Черноморского флота ВМФ СССР |                                         | 181-я истребительная авиационная дивизия ВВС ВМФ | начал осваивать МиГ-17                                                                                               |
| 01.01.1957 | ПВО страны                                   | Одесский корпус ПВО              | Крымская дивизия ПВО                    | 181-я истребительная авиационная дивизия ПВО     | МиГ-17 |
| 30.03.1958 | ПВО страны                                   | Одесский корпус ПВО              | Крымская дивизия ПВО                    |                                                  | из расформированной 181-й иад ПВО передан в подчинение Крымской дивизии ПВО, МиГ-17                                  |
| 01.04.1960 | ПВО страны                                   | 8-я Отдельная армия ПВО          | 1-я дивизия ПВО                         |                                                  | МиГ-17 |
| 01.08.1960 | ПВО страны                                   | 8-я Отдельная армия ПВО          | 1-я дивизия ПВО                         |                                                  | начал переформирование                                                                                               |
| 15.09.1960 | ПВО страны                                   | 8-я Отдельная армия ПВО          | 1-я дивизия ПВО                         |                                                  | переформирован в 349-й зрп с сохранением всех регалий 53-го иап                                                      |

## Участие в операциях и битвах
- Сандомирско-Силезская операция с 12 января 1945 года по 3 февраля 1945 года.
- Нижне-Силезская наступательная операция с 8 февраля 1945 года по 24 февраля 1945 года.
- Верхне-Силезская наступательная операция с 15 марта 1945 года по 31 марта 1945 года.
- Берлинская наступательная операция с 16 апреля 1945 года по 8 мая 1945 года.
- Пражская операция с 6 мая 1945 года по 11 мая 1945 года.

## Первая победа полка в воздушном бою
Первая известная воздушная победа полка в Отечественной войне одержана 19 января 1945 года: капитан Назаров А. А. в воздушном бою в районе севернее ст. Водовицы сбил немецкий истребитель Fw-190.

## Заслуги

### Почётные наименования
53-му истребительному авиационному полку за отличие в боях за освобождение городов Сосновец, Бендзин, Домброва, Гурне, Челядзь и Мысловице 5 апреля 1945 года присвоено почётное наименование «Домбровский»

### Награды
53-й Домбровский истребительный авиационный полк за образцовое выполнение боевых заданий командования в боях при прорыве обороны немцев и разгроме войск противника юго-западнее Оппельна и проявленные при этом доблесть и мужество Указом Президиума Верховного Совета СССР от 26 апреля 1945 года награждён орденом «Александра Невского».

### Благодарности Верховного Главнокомандующего
Верховным Главнокомандующим лётчикам полка объявлены благодарности:
- за овладение городами Ченстохова, Пшедбуж и Радомско[5]
- за прорыв обороны немцев и разгром войск противника юго-западнее Оппельна[6]

## Лётчики-асы полка
| Фамилия, имя отчество        | Награды | Сбито самолётов | Примечание |
| ---------------------------- | ------- | --------------- | --- |
| Бредихин Кирилл Леонтьевич   |         | 6               | Боевых вылетов: 109; воздушных боёв: 18.                                                                                            |
| Галкин Юрий Николаевич       |         | 7               | Боевых вылетов: 100; воздушных боёв: 22.                                                                                            |
| Зайцев Николай Павлович      |         | 6               | Боевых вылетов: 117; воздушных боёв: 16                                                                                             |
| Клюшин Григорий Михайлович   |         | 6               | Боевых вылетов: 101; воздушных боёв: 19                                                                                             |
| Моисеев Евгений Степанович   |         | 8               | Боевых вылетов: 95 |
| Назаров Александр Андреевич  |         | 7               | Боевых вылетов: 124; воздушных боёв: 19                                                                                             |
| Перетокин Виктор Степанович  |         | 5               | Боевых вылетов: 94 (Пропал без вести 19 апреля 1945 г. Не вернулся с боевого задания)                                               |
| Потрясов Константин Иванович |         | 9               | Боевых вылетов: 78, один самолёт противника сбит таранным ударом (Пропал без вести 16 апреля 1945 г. Не вернулся с боевого задания) |

## Итоги боевой деятельности полка
Всего за годы Великой Отечественной войны полком:
| Выполнено боевых вылетов | Сбито самолётов в воздухе | Уничтожено самолётов всего |
| ------------------------ | ------------------------- | -------------------------- |
| 3021                     | 118                       | 148                        |

Свои потери:
| Потеряно самолётов, всего | Погибло лётчиков всего |
| ------------------------- | ---------------------- |
| 23                        | 14                     |

## Самолёты на вооружении
| Период      | Самолёты |
| ----------- | -------- |
| 1939 — 1940 | И-15бис  |
| 1939 — 1943 | И-16     |
| 1939 — 1943 | И-153    |
| 1943 — 1944 | Як-7б    |
| 1944 — 1951 | Як-9     |
| 1951 — 1953 | МиГ-15   |
| 1953 — 1960 | МиГ-17   |

| МиГ-17 | МиГ-15 | МиГ-17 |